# 長崎県道158号鷹島線
長崎県道158号鷹島線（ながさきけんどう158ごう たかしません）は、長崎県松浦市を通る一般県道である。

## 概要
松浦市鷹島町船唐津免から松浦市鷹島町阿翁浦免に至る。鷹島を北東から南西へと貫く縦貫線。

### 路線データ
- 起点：長崎県松浦市鷹島町船唐津免
- 終点：長崎県松浦市鷹島町阿翁浦免
- 総延長：10 km

## 地理

### 通過する自治体
- 松浦市

### 交差する道路
| 交差する道路                      | 交差する場所 |
| --------------------------------- | ------------ |
| 長崎県道・佐賀県道109号鷹島肥前線 | 鷹島町神崎免 |

### 沿線
- 船唐津漁港
- 松浦市鷹島支所
- 松浦市立鷹島小学校
- 松浦市立鷹島中学校
- 阿翁浦漁港
- 鷹島モンゴル村